# Tenkō

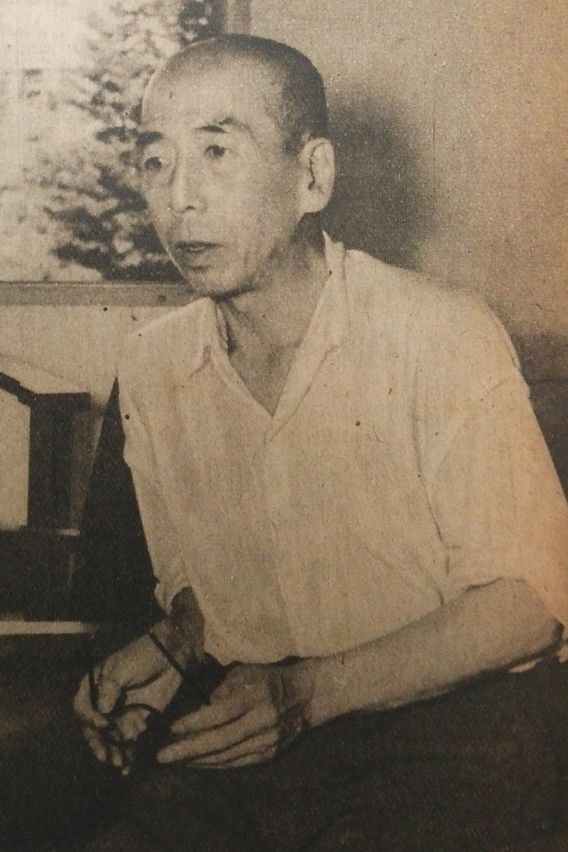
Sano Manabu, um dos comunistas mais famosos que cometeram tenkō, em 1948

Tenkō (転 向?), literalmente, "mudança de direção", é uma expressão japonesa que se refere à virada ideológica de muitos socialistas e comunistas japoneses que, entre 1925 e 1945, renunciaram a suas idéias esquerdistas e em muitos casos, embora nem todos, foram realinhados com a "comunidade nacional" . Entre 1928 e 1934, quase 60.000 membros do Partido Comunista do Japão (PCJ) foram presos sob a acusação de violar a Lei de Preservação de Segurança Pública de 1925, que proibia o apoio ou a pertença. a qualquer grupo que busque derrubar o Estado.
O tenkō ocorreu especialmente sob coação, muitas vezes sob custódia da polícia, e era um requisito exigido do detido para sua libertação, embora, de qualquer forma, ele ainda estivesse exposto à vigilância e ao assédio. No entanto, também foi um fenômeno mais amplo, uma espécie de reorientação cultural que nem sempre implicou repressão direta.
Durante as décadas seguintes, o termo foi usado como uma espécie de teste moral para avaliar a trajetória dos intelectuais que estiveram ativos antes e depois da guerra e, mais amplamente, como uma metáfora para a experiência coletiva de toda uma geração de japoneses.
Um dos casos mais notáveis de tenkō ocorreu em junho de 1933, quando Sano Manabu (1892-1953) e Nabeyama Sadachika (1901-1979), membros da liderança do PCJ, escreveram uma nota de renúncia de sua afiliação ao Comitê Internacional Comunista na qual se opunham ao controle de Moscou sobre o partido e em vez disso propunham um modo especificamente japonês de mudança revolucionária sob os auspícios imperiais. O Ministério da Justiça do Japão distribuiu essa proclamação para quase 1800 membros do PCJ que estavam sob custódia policial, e também organizaram reuniões entre Sano e Nabeyama e os prisioneiros mais maleáveis para obter resignações adicionais. Este plano teve sucesso: em um mês, até 548 prisioneiros da PCJ haviam deixado a linha do partido, e a proporção de prisioneiros da PCJ que fariam tenkō aumentou para mais de dois em três.
Essa onda de renúncias ideológicas marcou essencialmente a morte da organização partidária, exceto no exílio. Uma vez terminada a guerra, alguns rapidamente voltaram ao redil, mas outros permaneceram apolíticos e uns poucos, como Seigen Tanaka, chegaram a se posicionar direitistas.